# Rodonavegabilidade
A rodonavegabilidade (em inglês: roadworthiness), transitabilidade ou trafegabilidade, é a propriedade ou capacidade de um carro, ônibus, caminhão ou qualquer tipo de veículo automotivo de estar em condição adequada de funcionamento ou de atender padrões de segurança aceitáveis de projeto, de fabricação, de manutenção e de utilização para o transporte de pessoas, de bagagens ou de cargas, em estradas ou ruas.
Na maioria dos países, automóveis de uso civil só podem transitar nas ruas das cidades ou nas estradas após o registro e a obtenção do respectivo certificado de rodonavegabilidade junto a um órgão governamental responsável. No Brasil, os DETRAN de cada estado brasileiro são responsáveis pela emissão do Certificado de Registro e Licenciamento de Veículo (CRLV), documento obrigatório que todo proprietário de veículo automotivo deve possuir para trafegar, válido em todo o território nacional, sob a supervisão do CONTRAN e do DENATRAN.